# Valleran Le Conte
Valleran le Conte, död 1615, var en fransk skådespelare.
Han noteras år 1592 ha uppträtt som skådespelare i Bordeaux, och bildade någon gång före år 1599 sitt eget teatersällskap. År 1599 hyrde han 
Hôtel de Bourgognes teater i Paris, där hans teatersällskap Comédiens du Roi regelbundet uppträdde mellan sina turnéer runtomkring Frankrike och Nederländerna. 
Han var en uppskattad skådespelare som hjälten i kärlekskomedier, men är kanske främst känd för sin verksamhet som teaterdirektör. Hans teater var den främsta och tidvis den enda som var verksam i Paris vid denna tid, och många av dåtidens franska skådespelare var anställda i hans teatersällskap.